# Campionati europei di badminton 2004
I Campionati europei di badminton 2004 si sono svolti a Ginevra, in Svizzera. È stata la 19ª edizione del torneo organizzato dalla Badminton Europe.

## Podi
| Evento              | Oro                                      | Argento                            | Bronzo                                 |
| Singolare maschile  | Peter Gade                               | Kenneth Jonassen                   | Björn Joppien                          |
| Singolare maschile  | Peter Gade                               | Kenneth Jonassen                   | Anders Boesen                          |
| Singolare femminile | Mia Audina Tjiptawan                     | Pi Hongyan                         | Camilla Martin                         |
| Singolare femminile | Mia Audina Tjiptawan                     | Pi Hongyan                         | Yao Jie                                |
| Doppio maschile     | Jens Eriksen and Martin Lundgaard Hansen | Anthony Clark and Nathan Robertson | Lars Paaske and Jonas Rasmussen        |
| Doppio maschile     | Jens Eriksen and Martin Lundgaard Hansen | Anthony Clark and Nathan Robertson | Michal Logosz and Robert Mateusiak     |
| Doppio femminile    | Lotte Bruil and Mia Audina Tjiptawan     | Rikke Olsen and Ann-Lou Jørgensen  | Mette Schjoldager and Pernille Harder  |
| Doppio femminile    | Lotte Bruil and Mia Audina Tjiptawan     | Rikke Olsen and Ann-Lou Jørgensen  | Juliane Schenk and Nicole Grether      |
| Doppio misto        | Nathan Robertson and Gail Emms           | Jonas Rasmussen and Rikke Olsen    | Jens Eriksen and Mette Schjoldager     |
| Doppio misto        | Nathan Robertson and Gail Emms           | Jonas Rasmussen and Rikke Olsen    | Frederik Bergström and Johanna Persson |
| Gara a Squadre      | Danimarca                                | Paesi Bassi                        | Germania                               |

## Medagliere
| Posiz. | Nazione     | Oro | Argento | Bronzo | Totale |
| ------ | ----------- | --- | ------- | ------ | ------ |
| 1      | Danimarca   | 3   | 3       | 5      | 11     |
| 2      | Paesi Bassi | 2   | 1       | 1      | 4      |
| 3      | Inghilterra | 1   | 1       | 0      | 2      |
| 4      | Francia     | 0   | 1       | 0      | 1      |
| 5      | Germania    | 0   | 0       | 3      | 3      |
| 6      | Polonia     | 0   | 0       | 1      | 1      |
| 6      | Svezia      | 0   | 0       | 1      | 1      |
| Totale | Totale      | 6   | 6       | 11     | 23     |